# Markowo-Wólka
Markowo-Wólka – wieś w Polsce położona w województwie podlaskim, w powiecie wysokomazowieckim, w gminie Nowe Piekuty.
W latach 1975–1998 miejscowość administracyjnie należała do województwa łomżyńskiego.
Wierni kościoła rzymskokatolickiego należą do parafii św. Kazimierza w Nowych Piekutach.

## Historia wsi
Wieś założona na gruntach Markowa Wielkiego. Wólka w nazwie wskazuje, że pierwsi osadnicy otrzymali zwolnienie podatkowe na okres organizowania się nowej osady.
Wzmiankowana w dokumentach w roku: 1500, 1519 jako Wola Markowska, 1534 – Markowskiej Woli, 1539 – Woli Markowskiej, 1548 – Markowa Woli, 1569 – Wola Markowska. W 1580 r. podatek od 8 włók szlacheckich we wsi Markowo Wolia oddał Stanisław syn Mikołaja.
W roku 1827 w miejscowości żyło 186 mieszkańców.
Pod koniec XIX w. wieś drobnoszlachecka w powiecie mazowieckim, gmina i parafia Piekuty, licząca 32 domów z 181 mieszkańcami (w tym 21 izraelitów). Grunty rolne w glebie średniej o powierzchni 286 morg. Oprócz uprawy roli ludność trudni się stolarstwem.
W 1891 miejscowość liczyła 31 gospodarstw. W 1921 roku odnotowano 40 domów z liczbą 192 mieszkańców, wśród nich 17 prawosławnych i 6 Żydów.
Współcześnie we wsi istnieje 30 domów z 130 mieszkańcami.

## Urodzeni w Markowo-Wólka
- Kazimierz Kamieński, ps. „Gryf”, „Huzar”, oficer rezerwy Wojska Polskiego, dowódca partyzancki AK, ROAK i Zrzeszenia WIN, jeden z najdłużej walczących żołnierzy antykomunistycznego podziemia niepodległościowego